# Kshitish Chandra Neogy
Kshitish Chandra Neogy (* 1888; † in den 1970er Jahren) war ein indischer Politiker des Indischen Nationalkongresses (INC).

## Leben
Am 15. August 1947 wurde Neogy als Minister für Wohlfahrt und Rehabilitation in das erste Kabinett Nehru berufen und bekleidete diesen Ministerposten bis zum 16. August 1948, woraufhin er durch Mohanlal Saksena abgelöst wurde. Im Rahmen einer Kabinettsumbildung wurde er daraufhin am 16. August 1948 Nachfolger von Narhar Vishnu Gadgil als Handelsminister und übte dieses Amt bis zum 5. Mai 1950 aus. Er trat zusammen mit dem ebenfalls aus Bengalen stammenden Industrieminister Syama Prasad Mukherjee aus Protest gegen das Liaquat-Nehru-Abkommen, das zur Regelung der Flüchtlingsströme aus Ostpakistan zwischen Indien und Pakistan abgeschlossen worden war, zurück.